# Tresteg för damer i friidrott vid olympiska sommarspelen 1996
Tresteg för damer vid olympiska sommarspelen 1996 i Atlanta avgjordes den 31 juli. 

## Medaljörer
| Gren    | Guld                     | Guld         | Silver                     | Silver  | Brons                       | Brons   |
| Tresteg | Inessa Kravets · Ukraina | 15,33 m (OR) | Inna Lasovskaja · Ryssland | 14,98 m | Šárka Kašpárková · Tjeckien | 14,98 m |

## Resultat

### Final
| Placering | Final                  | Längd   |
| --------- | ---------------------- | ------- |
|           | Inessa Kravets (UKR)   | 15.33 m |
|           | Inna Lasovskaja (RUS)  | 14.98 m |
|           | Šárka Kašpárková (CZE) | 14.98 m |
| 4.        | Ashia Hansen (GBR)     | 14.49 m |
| 5.        | Olga Vasdeki (GRE)     | 14.44 m |
| 6.        | Ren Ruiping (CHN)      | 14.30 m |
| 7.        | Rodica Mateescu (ROU)  | 14.21 m |
| 8.        | Jeļena Blaževiča (LAT) | 14.12 m |
| 9.        | Olena Hovorova (UKR)   | 14.09 m |
| 10.       | Sheila Hudson (USA)    | 14.02 m |
| 11.       | Olena Chlusovjtj (UKR) | 13.81 m |
|           | Iva Prandsjeva (BUL)   | DQ      |

### Icke-kvalificerade
| Placering | Icke-kvalificerade             | Längd   |
| --------- | ------------------------------ | ------- |
| 13.       | Anna Birjukova (RUS)           | 14.19 m |
| 14.       | Galina Tjistjakova (SVK)       | 14.14 m |
| 15.       | Virge Naeris (EST)             | 14.00 m |
| 16.       | Cynthea Rhodes (USA)           | 13.95 m |
| 17.       | Barbara Lah (ITA)              | 13.74 m |
| 18.       | Michelle Griffith (GBR)        | 13.70 m |
| 19.       | Gundega Sproge (LAT)           | 13.67 m |
| 20.       | Suzette Lee (JAM)              | 13.65 m |
| 21.       | Natalja Kajukova (RUS)         | 13.54 m |
| 22.       | Maria Aparecida de Souza (BRA) | 13.38 m |
| 23.       | Wang Xiangrong (CHN)           | 13.32 m |
| 24.       | Heli Koivula (FIN)             | 13.25 m |
| 25.       | Nicola Martial (GUY)           | 12.91 m |
| 26.       | Althea Gilharry (BIZ)          | 12.78 m |
| 27.       | Vera Bitanji (ALB)             | 12.82 m |
| 28.       | Chantal Ouoba (BUR)            | 12.40 m |
| —         | Zita Balint (HUN)              | NM      |
| —         | Diana Orrange (USA)            | NM      |
| —         | Yamile Aldama (CUB)            | DNS     |